# Princesa Yamal
Isabel Camila Masiero, más conocida como La Princesa Yamal (Mendoza, Argentina), es una exvedette, bailarina y actriz argentina radicada en México.

## Biografía

### Inicios
Nació en la Mendoza, Argentina descendiente de una familia muy católica de origen italiano, específicamente de Venecia. Desde niña descubrió su vocación artística. La pobreza de su familia la obligó a buscar trabajo a la edad de trece años, en una tienda departamental en Mendoza. Su vida dio un giro radical cuando, a sus 15, en el Centro Libanés de Mendoza, descubrió los ritmos de la música árabe. Más tarde se trasladó con su familia a la ciudad de Buenos Aires, donde comenzó su carrera como vedette en el Teatro Maipo.

### Carrera como vedette
A los 17 años, debutó como "La Princesa de Oriente Yamal" (Yamal es una palabra árabe que significa 'belleza'), con un espectáculo de danza árabe que pronto fue la sensación y que le permitió obtener jugosos contratos en centros nocturnos de Argentina, Venezuela y Panamá, donde fue la estrella del famoso centro nocturno Playboy. Tuvo ofertas para trabajar en Japón, Milán y Miami. Ella se negó a trabajar en Italia debido a que un pariente suyo ejercía el sacerdocio en aquel país. Llegó a México en 1977, contratada por el empresario Luis Bugarini. Debutó en el famoso centro nocturno El 77, compartiendo créditos con la también vedette Amira Cruzat. Su espectáculo obtuvo un gran recibimiento en México. Además de El 77, trabajó en centros nocturnos como El Capri del Hotel Regis y el Montparnasse. También participó en shows de burlesque, aunque solo realizaba topless, nunca desnudo integral. También participó en numerosas fotonovelas.
Debutó en Cine mexicano en 1978 en la película Noches de cabaret, junto a Sasha Montenegro y Jorge Rivero. En algún momento participó también en algunas cintas del llamado Cine de ficheras y de Comedia erótica mexicana. En 1988, la Princesa Yamal sirvió como inspiración para el escritor Tomás Mojarro para crear el personaje de "La Princesa Tamal" en la revista cómica El Valedor.

### El robo al Museo de Antropología
En 1985, la vedette se vio involucrada en el robo al Museo Nacional de Antropología de la Ciudad de México. Esto debido a una relación sentimental que la vedette sostenía en ese momento con José Ramón Serrano, amigo cercano a Carlos Perches y Ramón Sardina, autores intelectuales del crimen. En 1989, la Princesa Yamal fue aprehendida justamente por vínculos con los ladrones. La vedette purgó una condena de dos años y nueve meses en prisión. Finalmente  comprobó su inocencia en el evento.

### Presente
Desde hace varios años, radica en Acapulco, donde realiza tratamientos de belleza.
En 2016, junto con otras vedettes como Olga Breeskin, Rossy Mendoza, Lyn May y Wanda Seux, protagoniza la película documental Bellas de noche, de la cineasta María José Cuevas. De hecho, Cuevas reveló que fue un encuentro que tuvo con la Princesa Yamal en 2006, lo que la motivó a realizar el proyecto fílmico.
En 2017, co-estelarizó la obra teatral Divas por siempre, al lado de Shanik Berman, el comediante Manuel "El Loco" Valdés y las también vedettes Lyn May, Wanda Seux y Grace Renat.
Una versión libre de la Princesa Yamal, llamada Sherezada, es interpretada por la actriz argentina Leticia Brédice en la película Museo (2018), del cineasta Alfonso Ruizpalacio e inspirada en el robo del Museo de Antropología de México.
En 2018, fue objeto de un homenaje por su trayectoria por las autoridades culturales de Acapulco, ciudad donde la vedette radica desde hace varios años.

## Filmografía
- Noches de cabaret (1978)
- La vida difícil de una mujer fácil (1979)
- Las nenas del amor (1983)
- Macho que ladra no muerde (1984)
- Los plomeros y las ficheras (1988)
- El rey de las ficheras (1989)
- A garrote limpio (1989)
- Bellas de noche (documental) (2016)

### Televisión
- Variedades de medianoche (1977)

### Teatro
- Divas por siempre (2017)